# Canoa/kayak ai Giochi della XXXII Olimpiade - K4 500 metri femminile
Le gare di velocità K4 500 metri femminile, di Tokyo 2020 si svolsero alla Sea Forest Waterway dal 6 al 7 agosto 2021.
Alla competizione presero parte 48 atlete (12 barche) di 12 nazioni.

## Regolamento della competizione
La competizione prevede due batterie di qualificazione, un quarto di finale, due semifinali e due finali. I primi due equipaggi classificati di ogni batteria di qualificazione accedono direttamente alle semifinali, le restanti barche (8) al quarto di finale, dove le prime sei accedono alle semifinali. I primi quattro classificati di ogni semifinale accedono alla finale "A" per l'assegnazione delle medaglie. Le ultime due barche del quarto di finale e l'ultima barca delle due semifinali accedono alla finale "B".

## Programma
| Data                  | Ora (UTC+9) | Round            |
| --------------------- | ----------- | ---------------- |
| Venerdì 6 agosto 2021 | 10:30       | Batterie         |
| Venerdì 6 agosto 2021 | 12:05       | Quarti di finale |
| Sabato 7 agosto 2021  | 10:07       | Semifinali       |
| Sabato 7 agosto 2021  | 12:19       | Finale           |

## Canoiste per nazione
| Numero | Atlete                                                                               | Nazione       |
| ------ | ------------------------------------------------------------------------------------ | ------------- |
| 1      | Jaime Roberts - Jo Brigden-Jones - Shannon Reynolds - Catherine McArthur             | Australia     |
| 2      | Marharyta Makhneva - Nadzeya Papok - Volha Khudzenka - Maryna Litvinchuk             | Bielorussia   |
| 3      | Andréanne Langlois - Michelle Russell - Alanna Bray-Lougheed - Madeline Schmidt      | Canada        |
| 4      | Li Dongyin - Zhou Yu - Ma Qing - Wang Nan                                            | Cina          |
| 5      | Emma Jørgensen - Julie Funch - Sara Milthers - Bolette Nyvang Iversen                | Danimarca     |
| 6      | Manon Hostens - Vanina Paoletti - Sarah Guyot - Léa Jamelot                          | Francia       |
| 7      | Sabrina Hering-Pradler - Melanie Gebhardt - Jule Hake - Tina Dietze                  | Germania      |
| 8      | Danuta Kozák - Tamara Csipes - Anna Kárász - Dóra Bodonyi                            | Ungheria      |
| 9      | Lisa Carrington - Alicia Hoskin - Caitlin Regal - Teneale Hatton                     | Nuova Zelanda |
| 10     | Karolina Naja - Anna Puławska - Justyna Iskrzycka - Helena Wiśniewska                | Polonia       |
| 11     | Natal'ja Podol'skaja - Anastasiia Dolgova - Kira Stepanova - Svetlana Chernigovskaya | ROC           |
| 12     | Mariia Kichasova-Skoryk - Liudmyla Kuklinovska - Anastasiia Todorova - Mariya Povkh  | Ucraina       |

## Risultati

### Batterie

#### Batteria 1
| Pos. | Paese         | Tempo    | Note |
| ---- | ------------- | -------- | ---- |
| 1    | Ungheria      | 1:33.335 | SF   |
| 2    | Nuova Zelanda | 1:33.959 | SF   |
| 3    | Bielorussia   | 1:34.785 | QF   |
| 4    | Canada        | 1:38.971 | QF   |
| 5    | Francia       | 1:39.032 | QF   |
| 6    | Ucraina       | 1:39.224 | QF   |

#### Batteria 2
| Pos. | Paese     | Tempo    | Note |
| ---- | --------- | -------- | ---- |
| 1    | Polonia   | 1:33.468 | SF   |
| 2    | Germania  | 1:34.681 | SF   |
| 3    | Cina      | 1:36.249 | QF   |
| 4    | Australia | 1:37.407 | QF   |
| 5    | Danimarca | 1:38.453 | QF   |
| 6    | ROC       | 1:39.166 | QF   |

### Quarto di finale
| Pos. | Paese       | Tempo    | Note |
| ---- | ----------- | -------- | ---- |
| 1    | Bielorussia | 1:35.534 | SF   |
| 2    | Cina        | 1:36.379 | SF   |
| 3    | Ucraina     | 1:36.948 | SF   |
| 4    | Francia     | 1:37.138 | SF   |
| 5    | Australia   | 1:37.601 | SF   |
| 6    | Danimarca   | 1:37.682 | SF   |
| 7    | ROC         | 1:38.372 | FB   |
| 8    | Canada      | 1:38.537 | FB   |

### Semifinali

#### Semifinale 1
| Pos. | Paese       | Tempo    | Note |
| ---- | ----------- | -------- | ---- |
| 1    | Ungheria    | 1:36.529 | FA   |
| 2    | Bielorussia | 1:36.672 | FA   |
| 3    | Germania    | 1:36.737 | FA   |
| 4    | Australia   | 1:38.170 | FA   |
| 5    | Francia     | 1:38.202 | FB   |

#### Semifinale 2
| Pos. | Paese         | Tempo    | Note |
| ---- | ------------- | -------- | ---- |
| 1    | Polonia       | 1:36.078 | FA   |
| 2    | Nuova Zelanda | 1:36.293 | FA   |
| 3    | Cina          | 1:36.697 | FA   |
| 4    | Danimarca     | 1:37.386 | FA   |
| 5    | Ucraina       | 1:38.489 | FB   |

### Finali

#### Finale A
| Pos. | Paese         | Tempo    | Note |
| ---- | ------------- | -------- | ---- |
|      | Ungheria      | 1:35.463 |      |
|      | Bielorussia   | 1:36.073 |      |
|      | Polonia       | 1:36.445 |      |
| 4    | Nuova Zelanda | 1:37.168 |      |
| 5    | Germania      | 1:37.243 |      |
| 6    | Cina          | 1:38.121 |      |
| 7    | Australia     | 1:39.797 |      |
| 8    | Danimarca     | 1:41.141 |      |

#### Finale B
| Pos. | Paese   | Tempo    | Note |
| ---- | ------- | -------- | ---- |
| 9    | Francia | 1:38.346 |      |
| 10   | Ucraina | 1:39.276 |      |
| 11   | Canada  | 1:39.946 |      |
| 12   | ROC     | 1:40.951 |      |